# Berthold Hatschek
Berthold Hatschek (ur. 3 kwietnia 1854 roku w Skrbeň, zm. 18 stycznia 1941 roku w Wiedniu) – austriacki zoolog, prowadził badania embriologiczne i morfologiczne bezkręgowców.

## Życiorys
Berthold Hatschek urodził się 3 kwietnia 1854 roku na Morawach w miejscowości Skrbeň. Studiował medycynę i nauki przyrodnicze, był uczniem Carla Clausa (1835–1899) w Wiedniu, Rudolfa Leuckarta (1822–1898) w Lipsku i Ernsta Haeckela (1834–1919) w Jenie. Początkowo pracował jako prywatny nauczyciel, a następnie z polecenia Haecke'a otrzymał stanowisko i tytuł profesora zwyczajnego na Uniwersytecie Karola w Pradze (1885–1896). W 1896 roku uzyskał tytuł profesora zwyczajnego oraz stanowisko kierownika drugiego Instytutu Zoologicznego na Uniwersytecie Wiedeńskim.
Zmarł 18 stycznia 1941 roku w Wiedniu.

## Działalność naukowa
Hatschek zajmował się badaniami embriologicznymi i morfologicznymi bezkręgowców. Wielokrotnie podróżował do Messyny w celu badań nad zwierzętami morskimi. Wysunął hipotezę (tzw. teoria trochoforowa), że w organizacji trochofory zachowały się cechy wspólnych przodków wszystkich organizmów zaliczanych do wtórnojamowców (Coelomata).

## Publikacje
Lista publikacji podana za Österreichisches Biographisches Lexikon (OEBL):
- 1878 – Studie über die Entwicklungsgeschichte der Anneliden [w:] „Arbeiten aus dem Zoologischen Institut der Universität Wien”, 1.
- 1881 – Über Entwicklungsgeschichte von Teredo [w:] „Arbeiten aus dem Zoologischen Institut der Universität Wien”, 3.
- 1882 – Über Entwicklungsgeschichte von Echiurus [w:] „Arbeiten aus dem Zoologischen Institut der Universität Wien”, 3.
- 1882 – Studie über die Entwicklungsgeschichte von Amphioxus [w:] „Arbeiten aus dem Zoologischen Institut der Universität Wien”, 4.
- 1884 – Über Entwicklungsgeschichte von Sipunculus nudus [w:] „Arbeiten aus dem Zoologischen Institut der Universität Wien”, 4.
- 1888 – Über die Schichtenbau von Amphioxus [w:] „Zoologischer Anzeiger”, 3.
- 1888–1891 – Lehrbuch der Zoologie
- 1892 – Die Metamerie der Amphioxus und der Ammocoetes [w:] „Verhandlungen der Anatomischen Gesselschaft”, Berlin, 6.
- 1893 – Zur Metamerie der Wirbeltiere [w:] „Zoologischer Anzeiger”, 8.
- 1896 – Elementarcursus der Zootomie (wspólnie z Carlem Isidorem Corim)
- 1906, 1909, 1929 – Studie zur Segmenttheorie des Wirbeltierkopfes [w:] „Morphologie”, wyd. 35, 1906; 39, 1909; 40, 1909; 61, 1929.
- 1911 – Das neue zoologische System

## Członkostwa, wyróżnienia i odznaczenia
- 1886 – członek Niemieckiej Akademii Przyrodników Leopoldina (Deutsche Akademie der Naturforscher Leopoldina)[4]
- 1896 – korespondencyjny członek Kaiserliche Akademie der Wissenschaften in Wien[1]
- 1932 – rzeczywisty członek Kaiserliche Akademie der Wissenschaften in Wien[1]